# Agrias traducta
Agrias traducta är en fjärilsart som beskrevs av Peter William Michael 1930. Agrias traducta ingår i släktet Agrias och familjen praktfjärilar. Inga underarter finns listade i Catalogue of Life.